# Richland megye (Wisconsin)
Richland megye az Amerikai Egyesült Államokban, azon belül Wisconsin államban található. Megyeszékhelye és legnagyobb városa Richland Center. Lakosainak száma 17 304 fő (2020. április 1.). Richland megye Vernon, Sauk, Iowa, Grant és Crawford megyékkel határos.

## Népesség
A megye népességének változása:
| Lakosok száma | 17 984 | 17 975 | 17 767 | 17 717 | 17 495 | 17 304 |
|               | 2010   | 2011   | 2012   | 2013   | 2015   | 2020   |